# Recipient (vatten)
Recipient ("mottagare") kallas det vattendrag, sjö eller hav, som avlopps- eller dagvatten leds till, utan eller efter eventuell rening.

## Källa
- https://web.archive.org/web/20180203064058/http://husagare.avloppsguiden.se/ordlista.html